# Arnaud Amaury
Arnaud Amaury eller Arnaud Amalric (død 1225 i Frankrig) var abbed af Poblet (1196-1198) og abbé af Grand Selve (1198-1202).. Desuden var han den syvende abbed af Cîteaux (1200-1212) og ærkebiskop af Narbonne (1212-1225). Som pavelig legat var han bemyndiget til at føre den åndelige kamp mod katharernes kætteri under det albigensiske korstog. Dette var en kamp, som han udkæmpede i nært samarbejde med den militære magt, anført af Simon de Montfort.
«Il fut une abbaye de l’ordre de Cîteaux
près de Leira, et appelée Poblet,
et un bien brave homme en fut l’abbé.
Puis Dieu en fit le chef de tout Cîteaux,
Et ce saint homme, avec d’autres, partit
En terre d’hérétiques, et bien les instruisit».
(Guillaume de Tudèle, La chanson de la Croisade)
Han kan have spillet en fremskudt rolle under plyndringen af Béziers og massakren på byens borgere den 22. juli 1209. Legenden fortæller, at da byen blev indtaget, blev han spurgt om, hvordan man skulle skelne mellem katolikker og katharer, og at han til det svarede Caedite eos! Novit enim Dominus qui sunt eius! («Dræb dem alle. Herren genkender sine egne»)..
Imidlertid findes dette citat ikke i samtidige historiske kilder. De forekommer for første gang i Dialogus miraculorum («Mirakelkdialogen»), et værk skrevet tres år senere af den tyske cisterciensermunk Caesarius af Heisterbach.